# Bathoceleus hyphalus
Bathoceleus hyphalus es una especie de ave extinta descubierta en las Bahamas. Se cree que era un tipo de pájaro carpintero primitivo.